# Luis Esteban Colón
Luis Esteban Colón (28 de junio de 1989) es un deportista puertorriqueño que compite en taekwondo. Ganó una medalla en los Juegos Panamericanos de 2015 y dos medallas en el Campeonato Panamericano de Taekwondo, en los años 2012 y 2021.

## Palmarés internacional
| Juegos Panamericanos    | Juegos Panamericanos | Juegos Panamericanos | Juegos Panamericanos |
| Año                     | Lugar                | Medalla              | Categoría            |
| ----------------------- | -------------------- | -------------------- | -------------------- |
| 2015                    | Toronto (Canadá)     | Medalla de bronce    | –68 kg               |
| Campeonato Panamericano |                      |                      |                      |
| Año                     | Lugar                | Medalla              | Categoría            |
| 2012                    | Sucre (Bolivia)      | Medalla de bronce    | –68 kg               |
| 2021                    | Cancún (México)      | Medalla de plata     | –74 kg               |